# Língua minangkabau
A língua Minangkabau ( Baso Minang(kabau); em indonésio: Bahasa Minangkabau; em malaio:  Bahasa Minangkabau) é um idioma austronésio falado pelo povo Minangkabau de Sumatra Ocidental, no oeste de Riau, Aceh do Sul (regência), norte de Bengkulu e Jambi, também em diversas cidades da Indonésia por migrantes minangkabau, na sua maioria lidando com restaurantes. Também é uma língua franca ao longo do litoral ocidental de Sumatra do Norte. É usada em Achém, onde a língua é chamada Aneuk Jamee. Há falantes em partes da Malásia, principalmente Negeri Sembilan.
Devido às grandes semelhanças gramaticais entre o Minangkabau e a língua malaia, há controvérsias quanto às relações entre os dois idiomas. Alguns especialistas consideram o Minangkabau como um dialeto do malaio, outros dizem ser a língua malaia separada.

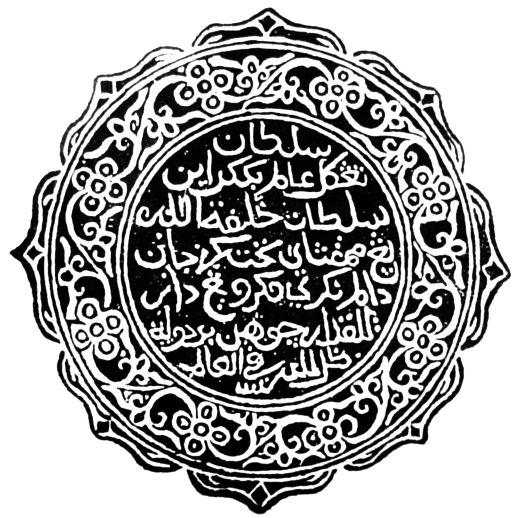
Minangkabau em escrita árabe – selo real do século XIX

## Escrita
A língua Minangkabau já foi escrita com o alfabeto árabe, porém, hoje  usa o alfabeto latino numa forma sem as consoantes F, V, Z; tem as formas Ñ e Ng. Apresenta as 5 vogais convencionais, mais o E c/ ”breve” e os ditongos aw, ay, ia, oy, ua, uy.

## Malásia
Além de ser falado na Indonésia, o minangkabau is é também falado na Malásia por descendente de migrantes vindos da região de fala “minang” da Sumatra (Tanah Minang, terra de Minang). Muitos dos primeiros migrantes se estabeleceram no que é o hoje o estado malaio de Negeri Sembilan; esse Malaio de Negeri Sembilan Malay é conhecido como Bahaso Nogori / Baso Nogoghi e os migrantes mais recentes são conhecidos simplesmente como Minang.

## Dialetos
A língua minangkabau tem diversos dioaletos, variando por vezes entre vilarejos próximos (ex.: separadas por um rio). Os dialetos são: ao Mapat Tunggul, Muaro Sungai Lolo, Payakumbuh, Pangkalan-Lubuk Alai, Agam-Tanah Datar, Pancungsoal, Kotobaru, Sungai Bendung Air, Karanganyar. O dialeto mais usado para comunicação entre minangkabaus de áreas diferentes é o Agam-Tanah Datar  (Baso Padang ou Baso Urang Awak "língua dos nossos"), sendo considerado como forma padrão da língua.

## Frases
| Baso Minangkabau: | Ba'a kaba?                                                                            |
| Indonésio/Malaio: | Apa kabar? ou Bagaimana kabar anda?                                                   |
| Português:        | Como vai você?.                                                                       |
|                   |                                                                                       |
| Baso Minangkabau: | Lai elok-elok se nyo. Sanak ba'a?                                                     |
| Indonésio/Malaio: | Saya baik-baik saja. Bagaimana dengan anda?                                           |
| Português:        | Estou muito bem. E você?                                                              |
|                   |                                                                                       |
| Baso Minangkabau: | Sia namo sanak?                                                                       |
| Indonésio/Malaio: | Siapa nama anda?                                                                      |
| Português:        | Como é seu nome?.                                                                     |
|                   |                                                                                       |
| Baso Minangkabau: | Namo ambo John                                                                        |
| Indonésio/Malaio: | Nama saya John                                                                        |
| Português:        | Meu nome é John.                                                                      |
|                   |                                                                                       |
| Baso Minangkabau: | Tarimo Kasih                                                                          |
| Indonésio/Malaio: | Terima Kasih                                                                          |
| Português:        | Muito obrigado.                                                                       |
|                   |                                                                                       |
| Baso Minangkabau: | Sadang kayu di rimbo ndak samo tinggi, kok kunun manusia (expressão)                  |
| Indonésio/Malaio: | Sedangkan pohon di hutan tidak sama tinggi, apalagi manusia                           |
| Português:        | Mesmo as árvores na floresta não são todas da mesma altura, deixe as pessoas quietas. |
|                   |                                                                                       |
| Baso Minangkabau: | Co a koncek baranang co itu inyo (expression)                                         |
| Indonésio/Malaio: | Bagaimana katak berenang seperti itulah dia.                                          |
| Português:        | Do jeito que o sapo nada, do jeito dele. (Fazer algo sem um objetivo)                 |
|                   |                                                                                       |
| Baso Minangkabau: | Indak buliah mambuang sarok disiko!                                                   |
| Indonésio/Malaio: | Tidak boleh membuang sampah di sini!                                                  |
| Português:        | Não diga besteiras aqui.!                                                             |
| Baso Minangkabau: | Ijan di pacik! Beko tangan ang kanai api.                                             |
| Indonésio/Malaio: | Jangan disentuh! Nanti tangan kamu terbakar.                                          |
| Português:        | Não toque nisso! Sua mão vai arder mais tarde.                                        |
|                   |                                                                                       |

números:
| Baso Minangkabau: | ciek          |
| Indonésio/Malaio: | satu          |
| Português:        | um.           |
|                   |               |
| Baso Minangkabau: | duo           |
| Indonésio/Malaio: | dua           |
| Português:        | dois.         |
|                   |               |
| Baso Minangkabau: | tigo          |
| Indonésio/Malaio: | tiga          |
| Português:        | três.         |
|                   |               |
| Baso Minangkabau: | ampek         |
| Indonésio/Malaio: | empat         |
| Português:        | quatro.       |
|                   |               |
| Baso Minangkabau: | limo          |
| Indonésio/Malaio: | lima          |
| Português:        | cinco.        |
|                   |               |
| Baso Minangkabau: | anam          |
| Indonésio/Malaio: | enam          |
| Português:        | seis.         |
|                   |               |
| Baso Minangkabau: | tujuah        |
| Indonésio/Malaio: | tujuh         |
| Português:        | sete.         |
|                   |               |
| Baso Minangkabau: | salapan       |
| Indonésio/Malaio: | delapan       |
| Português:        | oito.         |
|                   |               |
| Baso Minangkabau: | sambilan      |
| Indonésio/Malaio: | sembilan      |
| Português:        | nove.         |
|                   |               |
| Baso Minangkabau: | sapuluah      |
| Indonésio/Malaio: | sepuluh       |
| Português:        | dez.          |
|                   |               |
| Baso Minangkabau: | sabaleh       |
| Indonésio/Malaio: | sebelas       |
| Português:        | onze.         |
|                   |               |
| Baso Minangkabau: | duo baleh     |
| Indonésio/Malaio: | dua belas     |
| Português:        | doze.         |
|                   |               |
| Baso Minangkabau: | salapan baleh |
| Indonésio/Malaio: | delapan belas |
| Português:        | dezoito.      |
|                   |               |
| Baso Minangkabau: | duo puluah    |
| Indonésio/Malaio: | dua puluh     |
| Português:        | vinte.        |
|                   |               |
| Baso Minangkabau: | saratuih      |
| Indonésio/Malaio: | seratus       |
| Português:        | cem.          |
|                   |               |
| Baso Minangkabau: | duo ratuih    |
| Indonésio/Malaio: | dua ratus     |
| Português:        | duzentos.     |
|                   |               |
| Baso Minangkabau: | saribu        |
| Indonésio/Malaio: | seribu        |
| Português:        | mil.          |
|                   |               |
| Baso Minangkabau: | limo ribu     |
| Indonésio/Malaio: | lima ribu     |
| Português:        | cinco mil.    |
|                   |               |

## Amostra de texto
Sadonyo manusia dilahiakan mardeka dan punyo martabat sarato hak-hak nan samo. Mareka dikaruniai aka jo hati nurani, supayo satu samo lain bagaul sarupo urang badunsanak.
Português

Todos os seres humanos nascem livres e iguais em dignidade e direitos. São dotados de razão e consciência e devem agir em relação uns aos outros com espírito de fraternidade. (Artigo 1 - Declaração Universal dos Direitos Humanos)